# Paleolítico inferior
| Paleolítico inferior • Paleolítico medio • Paleolítico superior |
| --------------------------------------------------------------- |

El Paleolítico inferior es el primero de los periodos en que está dividido el Paleolítico, la etapa inicial de la Edad de Piedra. Está caracterizado por la presencia de dos tradiciones líticas de evolución muy lenta: la olduvayense o modo técnico 1 y la achelense o modo técnico 2. Es la etapa más larga de toda la prehistoria, ya que se considera que comenzó hace unos 2,5 millones de años (cuando están datadas las primeras herramientas conocidas creadas por homininos) y duró hasta  hace c.127 000 o 125 000 años  (cuando comienza el Tarantiense o Pleistoceno superior, que coincide con la aparición de las industrias musterienses o modo técnico 3).
Se corresponde con la mayor parte del Pleistoceno, época geológica que abarca las últimas glaciaciones y todo el Paleolítico arqueológico. El Paleolítico inferior se extiende a lo largo del Gelasiense, el Calabriense (anteriormente denominado Pleistoceno inferior) y el Chibaniense (antes llamado Pleistoceno medio).
Es también la fase prehistórica más rica en especies de homininos y en ella está representada casi toda la evolución humana. Además de los Australopithecus, que precedieron y luego estuvieron compartiendo territorios con Homo habilis y Homo ergaster, están Homo erectus, Homo antecessor y Homo heidelbergensis; al final del periodo aparecieron las formas primitivas de Homo neanderthaliensis (en Europa) y Homo sapiens (en África), protagonistas respectivos del Paleolítico medio y del superior.

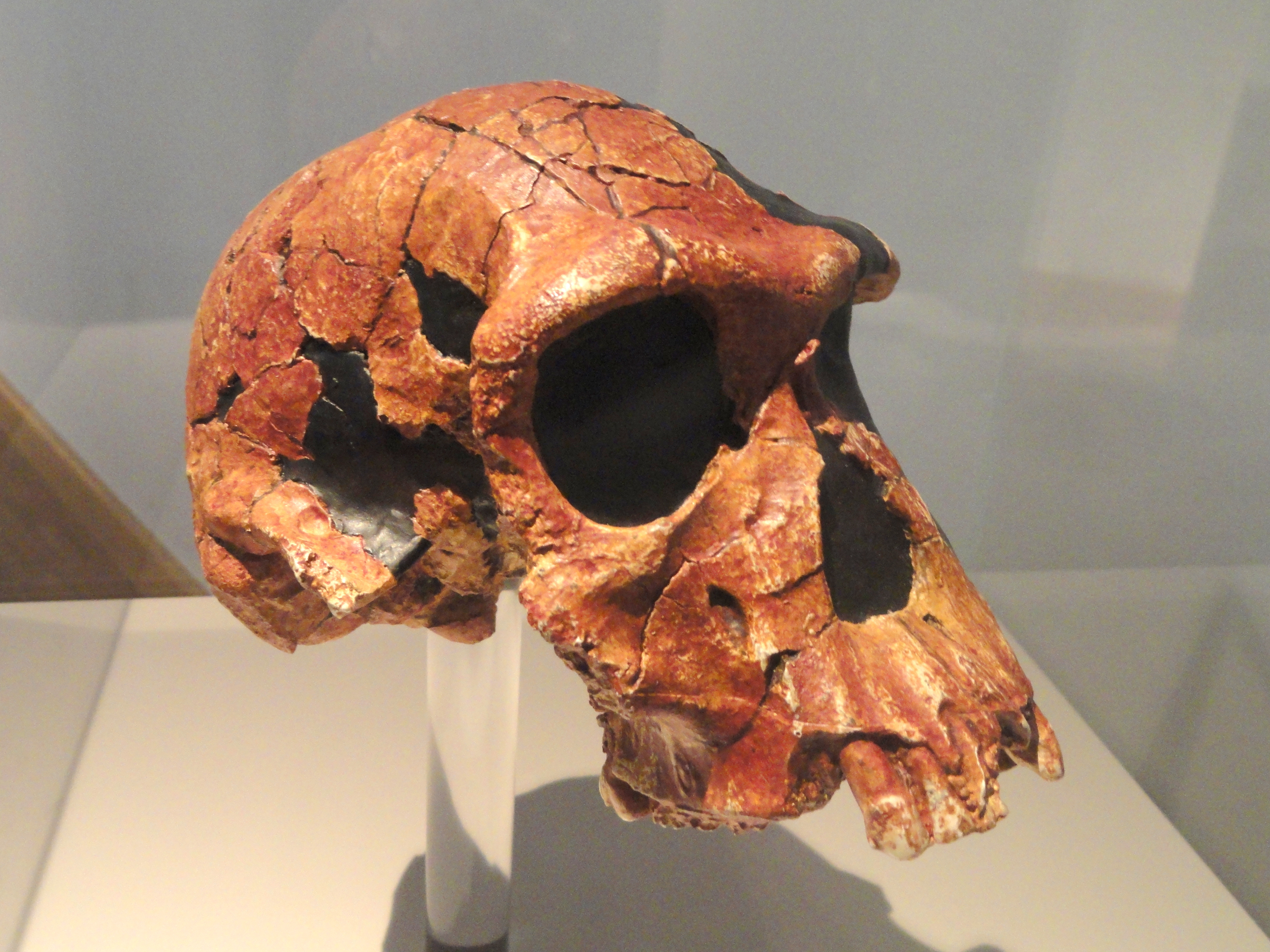
Cráneo de Homo habilis

## Orígenes
Hace unos diez millones de años, durante el Mioceno, un aumento de la aridez a nivel global provocó el inicio de la reducción de los bosques tropicales del Viejo Mundo (que se habían expandido ampliamente a mediados de esa época geológica por los tres continentes) a las franjas ecuatoriales de África y Asia donde nos los encontramos actualmente. En las selvas africanas los hominoideos continuaron su evolución y se separaron en distintas ramas. De una de ellas surgieron los homininos, caracterizados, entre otras adaptaciones, por la locomoción bípeda.
Mientras al oeste del valle del Rift (África Oriental) se mantuvieron las condiciones de humedad que permitían la existencia de la selva, la reducción de las precipitaciones en el lado oriental de la falla transformaron su medio ambiente en un bosque seco con amplios claros. El bipedismo apareció como una adaptación a un medio menos arbolado que el de los gorilas y chimpancés occidentales.
Este cambio de ecosistema y de forma de moverse permitió que los brazos y manos quedaran libres para sujetar objetos y el pulgar se fue transformando para asirlos con firmeza. La columna vertebral y las extremidades inferiores se alargaron, mientras el dedo gordo del pie comenzaba a perder la capacidad de agarrar cosas que tienen los demás primates. Sucesivamente fueron apareciendo nuestros ancestros más lejanos: Orrorin tugenensis, especie datada sobre los seis millones de años antes del presente (AP); el género Ardipithecus, con dos especies y una antigüedad de entre 5,5 y 4 millones de años; el género Australopithecus con diversas especies que abarcan entre los 4 y 2/1 millones de años AP, dependiendo de los autores, ya que algunos relacionan las formas más robustas y tardías con un género diferente: Paranthropus.
Ya en el Plioceno y con distintas oscilaciones térmicas, desde hace unos cuatro millones de años el clima del planeta Tierra se ha ido haciendo más frío y seco. Hace algo menos de tres millones de años se acentuó el cambio climático en la región del valle del Rift, transformándose el bosque seco que allí había en una sabana poco arbolada. La desaparición de los árboles provocó entre los australopitecinos la selección del bipedismo pleno como característica favorable para desplazarse entre las altas hierbas; ya no había casi árboles a los que subirse.
Las primeras herramientas líticas fueron halladas en Hadar (país de Afar, Etiopía) y coinciden con estos cambios ecológicos y evolutivos: han sido datadas en unos 3,1/2,5 millones de años AP. No hay ningún resto de hominino relacionado con ellas, por lo que algunos autores creen que bien podrían haber sido fabricadas por los australopitecinos que por entonces poblaban el África oriental.

## Primeros humanos

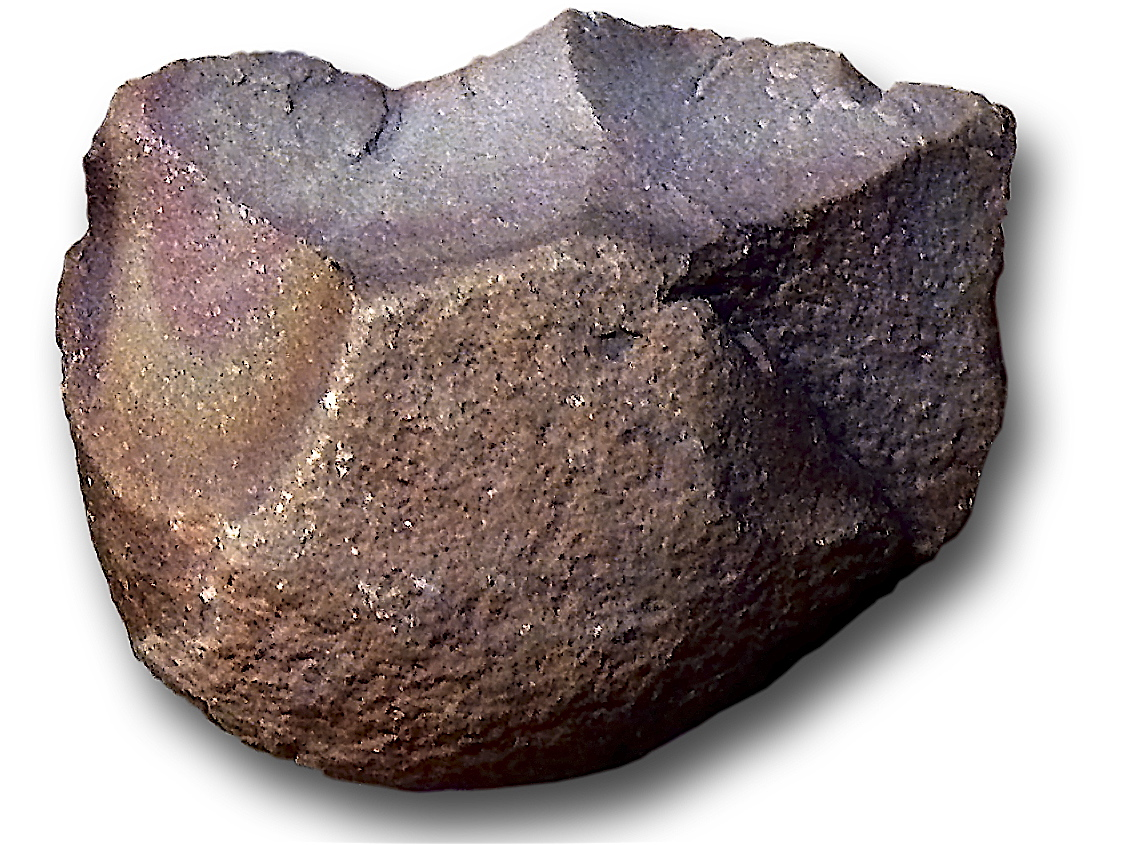
Canto tallado de tradición olduvayense (Guelmim-Es Semara, Sáhara atlántico)

Muy poco después (hacia los 2,33 millones de años AP) y en la misma región, se han encontrado asociados a este tipo de artefactos unos restos fósiles de homininos. Muchos hallazgos más se han realizado a lo largo de la falla del Rift y sus grandes lagos. El hominino identificado en estos yacimientos ha sido denominado Homo habilis y su industria lítica ha venido a llamarse olduvayense. Tales industrias son muy sencillas y consistían en unos simples guijarros a los cuales se les efectuaban unas extracciones mediante unos pocos golpes, con el fin de producir un filo cortante (ver más abajo). Aunque Homo habilis es el primer representante adjudicado al género Homo, hay autores que lo consideran desde el punto de vista morfológico muy similar a los Australopithecus, pero con un significativo aumento de la encefalización. Fue la primera especie de la familia Hominidae que abandonó los medios más o menos forestales, para adaptarse a un ecosistema abierto, la sabana. Las sabanas ofrecen muchos menos recursos vegetales que los bosques, por lo que también se vio obligado ampliar su dieta de tubérculos, raíces y bayas, incluyendo, a un nivel importante, la carne. Y a ella accederían gracias a sus herramientas.

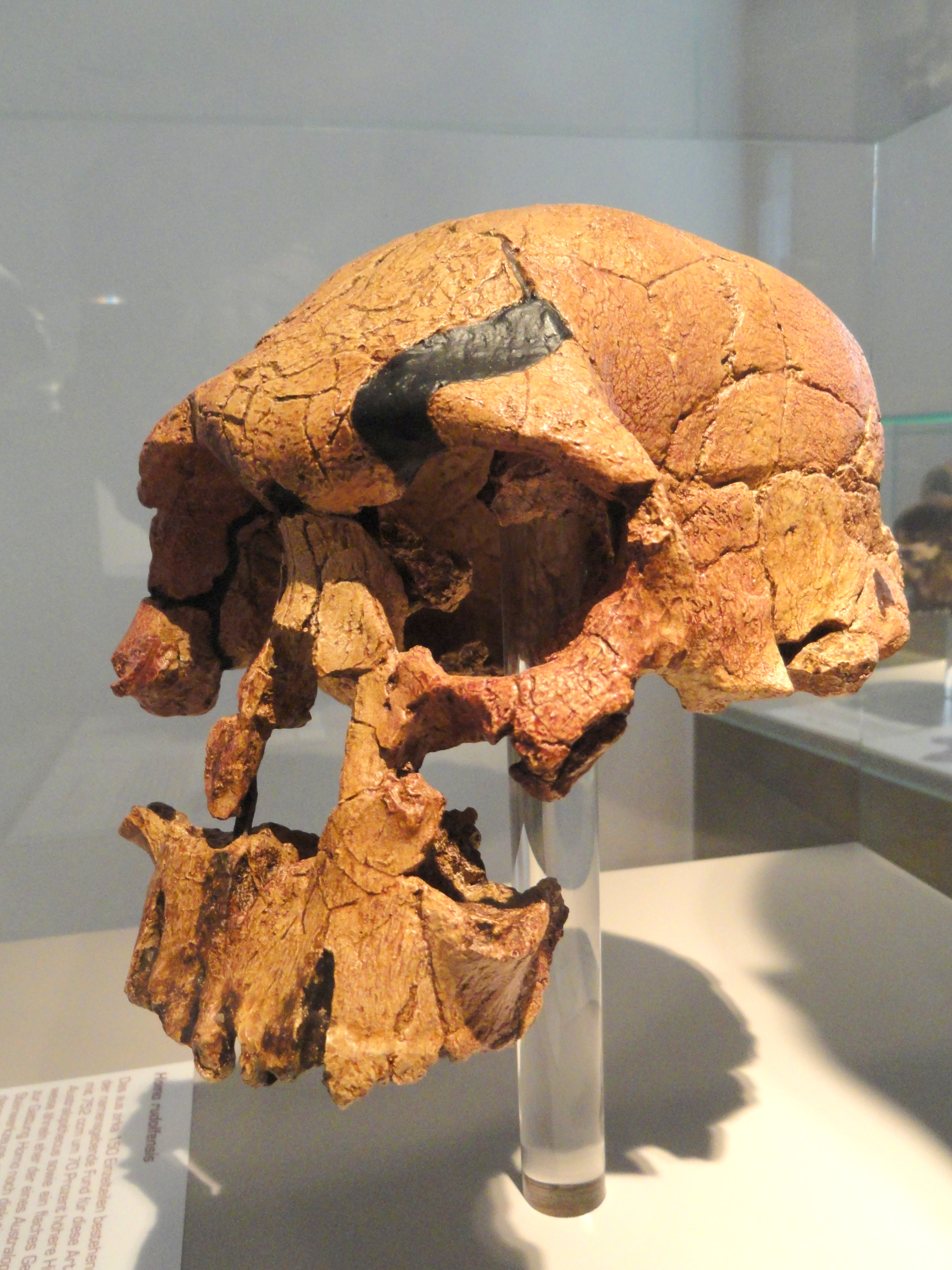
Cráneo de Homo rudolfensis

El H. habilis hizo su aparición coincidiendo con la primera edad del Pleistoceno, el Gelasiense. Además de utilizar herramientas líticas, se diferenciaba de sus predecesores por una capacidad craneal superior (entre 600 y 800 cm³), una mandíbula menos robusta con unos dientes menores y un inferior dimorfismo sexual, localizándose tanto en el este como en el sur de África. El aumento del cerebro le permitió establecer unas relaciones sociales más complejas y disponer de una capacidad de análisis superior, que, a su vez, le sirvieron para adaptarse exitosamente al nuevo ecosistema. La aptitud de los homininos para desarrollar y transmitir tradiciones culturales es más importante para su supervivencia que las adaptaciones biológicas. El uso de un lenguaje y de sistemas de pensamiento asociados está muy ligado a tales capacidades, por lo que ciertos investigadores creen que H. habilis ya sería capaz de comunicarse por medio del lenguaje, mientras que otros opinan que esta posibilidad sólo surgió con la aparición de nuestra especie.
Existen unas acumulaciones de piedras y numerosos huesos animales relacionadas con el H. habilis que algunos autores consideran estructuras habitables, sobre las que se podrían situar ramas y que serían las primeras conocidas; pero otros opinan que únicamente servirían como lugares más seguros que la sabana circundante, donde consumirían rápidamente los restos animales y abandonarían acto seguido, sin pernoctar allí, aunque volviendo reiteradamente.
A pesar de que no todos los investigadores están de acuerdo, algunos citan otra especie de Homo contemporánea de H. habilis, que ha venido a denominarse Homo rudolfensis. Sus rasgos diferenciadores consistirían en una considerable encefalización (750 cm³), amplia cara y potente mandíbula.

## Salida de África

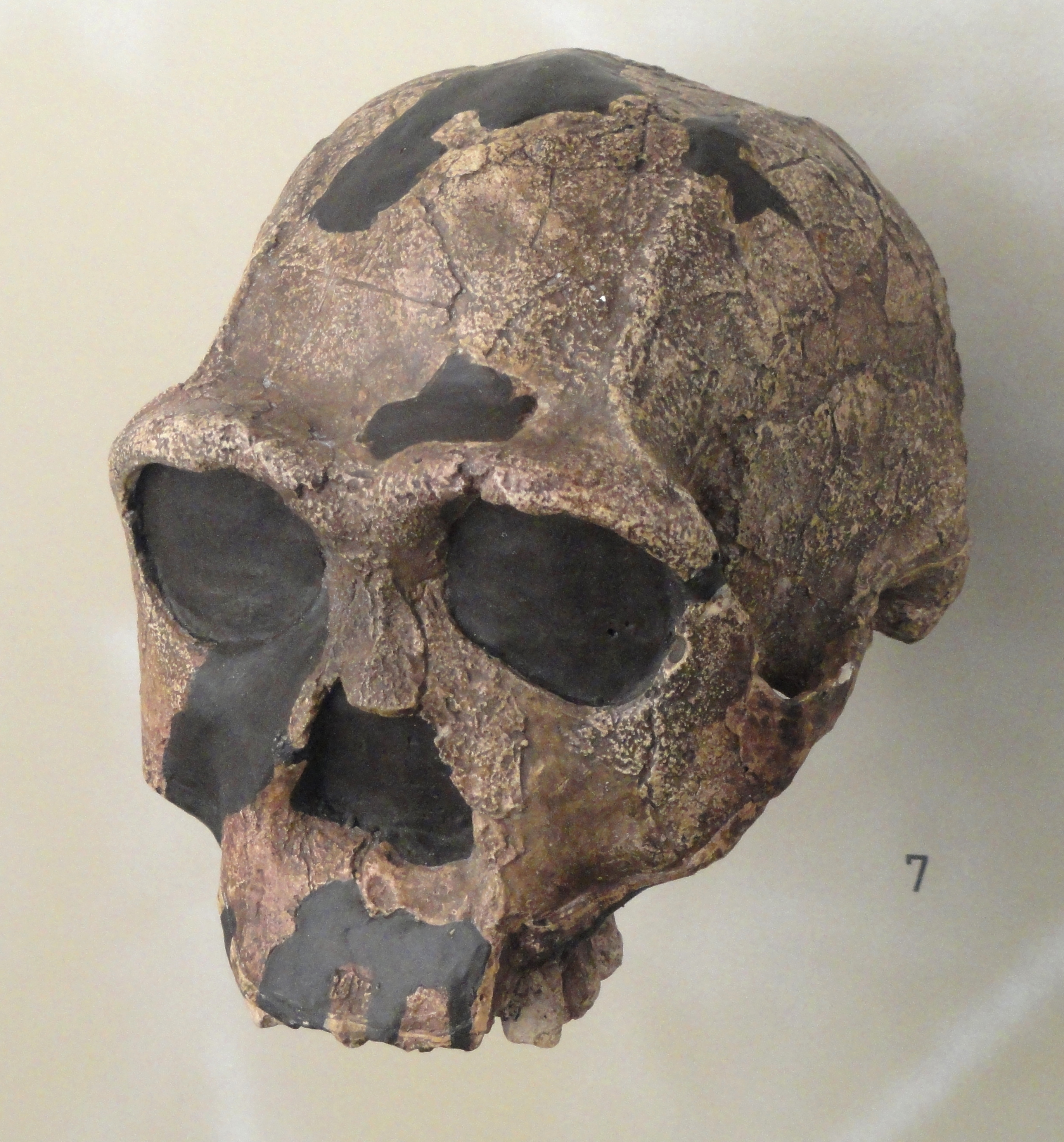
Cráneo de Homo erectus

Al entrar en el Pleistoceno inferior, hace 1,8 millones de años, la evolución de H. habilis dio lugar a otra especie, Homo ergaster. Tenía una capacidad cerebral mayor (entre 800 y 1100 cm³), un gran tamaño (hasta 1,8 m de altura) y unas proporciones entre brazos y piernas similares a las nuestras. Hacia los 1,6 millones de años AP y asociados a este nuevo homínido aparecieron unas nuevas herramientas líticas, talladas por ambas caras y, por eso, denominadas bifaces, industria achelense o modo técnico 2. H. ergaster estaba aún más adaptado a los medios abiertos y sería mejor cazador que sus predecesores, y estas adaptaciones le permitieron salir de África.
La fecha de la migración fuera de África está sujeta a controversia: hasta finales de los años 80 del siglo XX se creía que se había producido hace un millón de años, pero actualmente parece que hay un cierto consenso en establecerla mucho más temprano, hacia 1,8 millones de años AP; por lo tanto, antes de la aparición de los bifaces. Hay fósiles datados con esta antigüedad en Java y China, así como otros con 1,6 en Dmanisi, Georgia. Sobre estos últimos, unos los clasifican como una especie diferente (Homo georgicus) y otros los consideran H. ergaster o una variante de este, Homo erectus. Los demás fósiles asiáticos, con antigüedades de hasta 300 000/200 000 años AP, son ampliamente identificados como H. erectus, un descendiente de H. ergaster que evolucionó como consecuencia del largo aislamiento geográfico y genético de los especímenes emigrados. Según algunos autores su industria lítica en Asia siguió siendo arcaica, la primitiva del modo técnico 1. Para otros, H. erectus habría fabricado bifaces en Europa y Asia occidental y desarrollaría una tradición diferenciada, aunque primitiva, en el resto de Asia; la casi ausencia de evolución técnica en esta región podría ser debida a que sólo utilizaban sus cantos tallados para elaborar útiles especializados en bambú, una materia prima que difícilmente se podría haber conservado hasta nuestros días.
Las supuestas evidencias de uso del fuego por parte de Homo ergaster son muy controvertidas. En África oriental compartió las sabanas durante medio millón de años con Paranthropus boisei.

## Diversificación

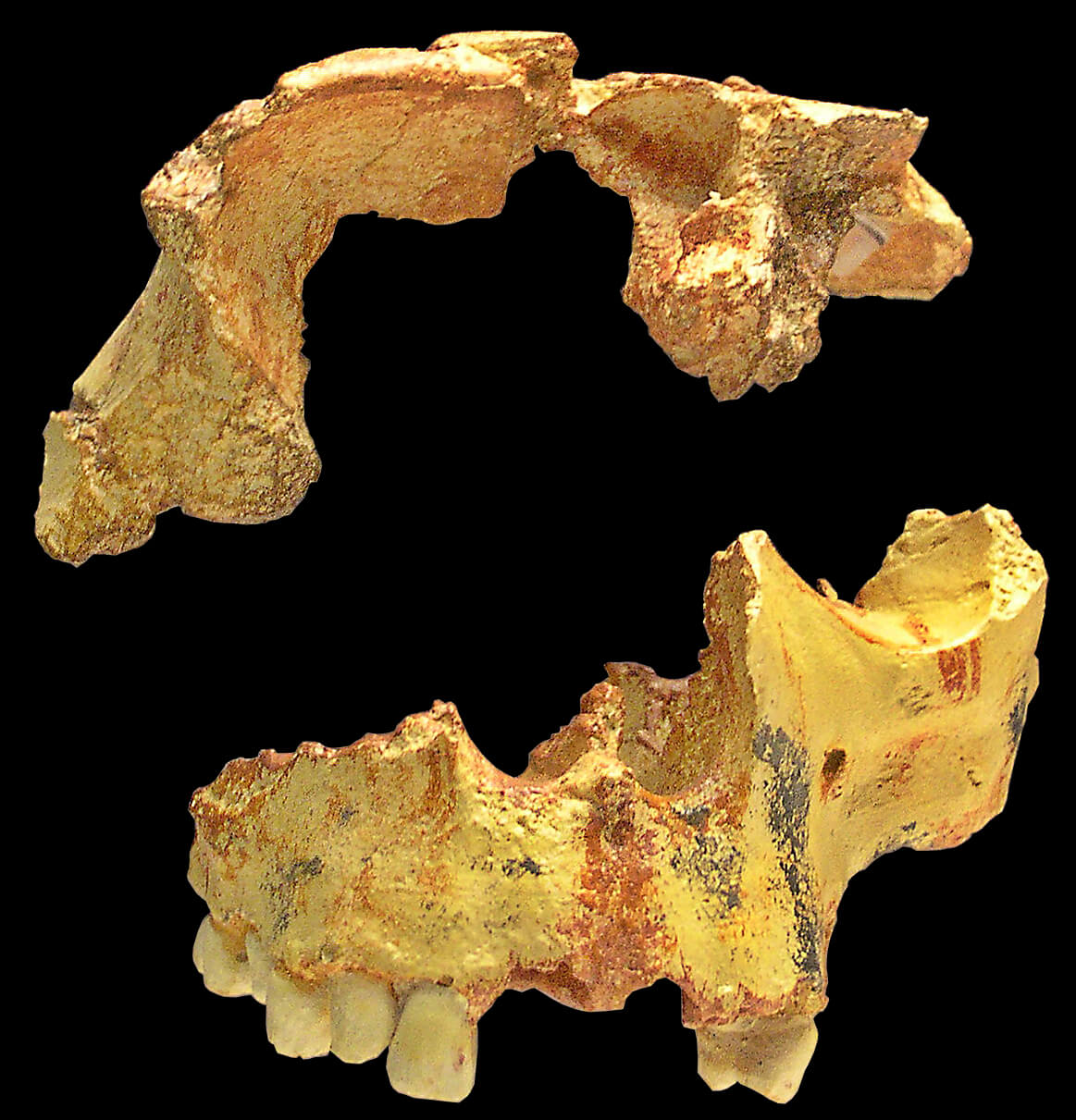
Réplica del cráneo incompleto de Homo antecessor encontrado en la Gran Dolina de Atapuerca (Burgos, España)

### Homo antecessor
Hasta hace poco tiempo, se creía que H. habilis había evolucionado en H. erectus y después en Homo sapiens. Pero los últimos decenios nos han deparado una serie de descubrimientos que han obligado a reescribir los procesos de hominización. Y entre los más importantes se encuentran los realizados en las excavaciones de la sierra de Atapuerca (Burgos, España). Allí, en la Gran Dolina, se han encontrado los fósiles más antiguos (por el momento) de Europa, datados en 800 000 años e identificados como una especie distinta, Homo antecessor (por su carácter pionero en colonizar el continente europeo). Tenía un volumen craneal superior a 1000 cm³, su industria lítica seguía siendo la del modo técnico 1 (podría llegar a tener un millón de años en el mismo yacimiento) y presenta indicios claros de canibalismo.
A raíz de este hallazgo algunos fósiles europeos, como el llamado Homo cepranensis de hace 800 000 años, han sido reclasificados como H. antecessor. También, se ha formulado la hipótesis de que sería descendiente del H. ergaster y que habría abandonado África en una nueva oleada migratoria sobre el millón de años AP. En Europa H. antecessor daría lugar a Homo heidelbergensis y este, a su vez, a Homo neanderthaliensis, mientras que en África evolucionaría en Homo sapiens.
Esta nueva migración sería paralela a otro recrudecimiento del enfriamiento global, que, a partir de entonces, produciría periódicas glaciaciones. Los hielos cubrirían buena parte de Eurasia y América del Norte, descendiendo el nivel marino en los momentos álgidos más de 100 m con relación al actual. La fauna variaba al compás del clima: en las etapas frías las tundras heladas y las estepas eran recorridas por mamuts de estepa y lanudos, rinocerontes lanudos, renos, bueyes almizcleros y antílopes saiga; en los periodos templados se reforestaba el medio y retornaban los hipopótamos, elefantes de defensas rectas, rinocerontes de Merck y de estepa, bisontes, etc. También había felinos de dientes de sable, jaguares, leones e hienas. Se han identificado fogatas controladas en el yacimiento israelí de Gesher Benot Yakov que tendrían una datación de 790 000 años e indicarían un temprano dominio humano sobre el fuego, siendo las más antiguas conocidas hasta ahora.

### Homo heidelbergensis
Los fósiles europeos posteriores, con antigüedades de entre 500 000 y 150 000 años AP, han sido reclasificados como Homo heidelbergensis y también es pródiga en ellos la sierra de Atapuerca, en cuya Sima de los Huesos se han hallado por lo menos 32 individuos. Este rico conjunto de fósiles, el mayor del mundo, está asociado a industrias líticas del tipo Achelense o modo técnico 2. La antigüedad de estos homininos rondaría los 300 000 años AP, es decir, en pleno Pleistoceno medio. Su estatura debía oscilar entre 1,7-1,8 m de altura, con un peso de 90-100 kg para los varones y un volumen encefálico de entre 1100-1400 cm³. Se alimentarían de carne y grasas animales, semillas, raíces y tubérculos.
Homo heidelbergensis es considerado un verdadero cazador. Las datos que apoyan esta tesis comprenden desde las lanzas de madera halladas en Schöningen, Alemania (con más de dos metros de largo y 400 000 años de antigüedad), hasta yacimientos como Boxgrove (Inglaterra), la cueva de l'Arago (Francia) o Áridos (Madrid, España), de los que sus excavadores creen que los abundantes restos de fauna encontrados fueron cazados y manipulados por los humanos. Otros investigadores discrepan, al igual que pasa con los yacimientos de Torralba y Ambrona, en Soria (España). Hay menos dudas acerca de los cazaderos del Canal de la Mancha correspondientes al final del periodo (hace unos 200 000 años), donde se han encontrado restos de rinocerontes y mamuts lanudos, megaloceros y osos de las cavernas consumidos por unos humanos casi ya neandertales.

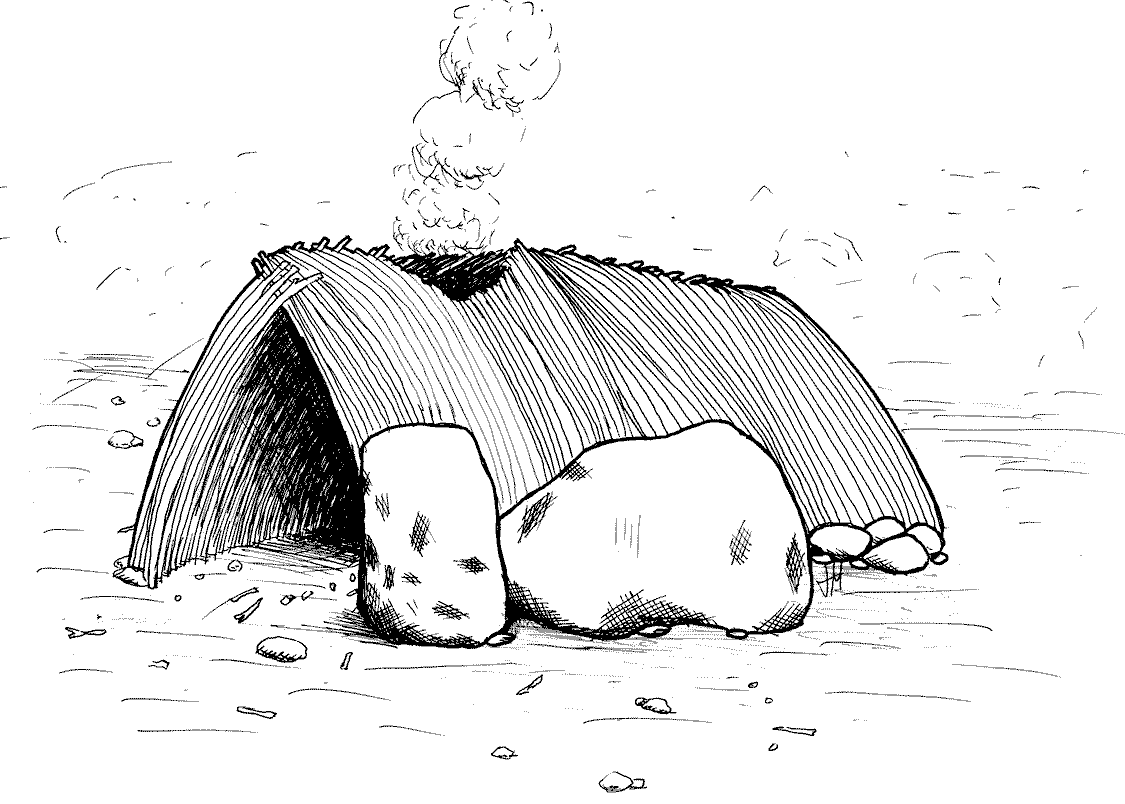
Reconstrucción de una cabaña temporal de ramas excavada en Terra Amata, Niza (Francia). Pudo ser un asentamiento de primavera de hace unos 350 000 años de antigüedad

A Homo heidelbergensis se le adjudican los primeros comportamientos de tipo simbólico del género Homo: la acumulación de individuos de la Sima de los Huesos es interpretada como un acto funerario y la posible figurita femenina de Berejat Ram (Israel) es considerada por algunos como un prototipo de las Venus paleolíticas. También se corresponden con su cronología las primeras evidencias claras de asentamientos, como la planta de cabaña de Terra Amata (Francia), con 350 000 años, así como la generalización del uso cultural del fuego, hacia 400 000 AP, aunque de ambos hay ciertos hallazgos anteriores bastante controvertidos (ver más arriba).

### África y Asia
A lo largo del Pleistoceno medio se produjo un incremento de la encefalización humana en todo el Viejo Mundo. Hace 300 000 años, los homininos de África alcanzaban los 1400 cm³, un tamaño similar a los de Europa. Los cerebros de los H. erectus del Asia oriental también crecieron, pero algo menos, llegando a tener unos 1200 cm³.
La mayor lentitud en el aumento encefálico y en la tasa de cambio cultural de H. erectus ha llevado a pensar a algunos investigadores que su cerebro tenía una capacidad cognitiva limitada y su función era más bien adaptativa, multiplicando la redundancia neuronal para así resistir mejor la fatiga provocada por el calor. Esta mayor resistencia, junto a otros mecanismos anatómicos de dispersión del calor (glándulas sudoríparas, menor pelaje, etc), le permitirían perseguir a sus presas hasta el agotamiento físico y darles muerte a corta distancia.

## Industrias líticas

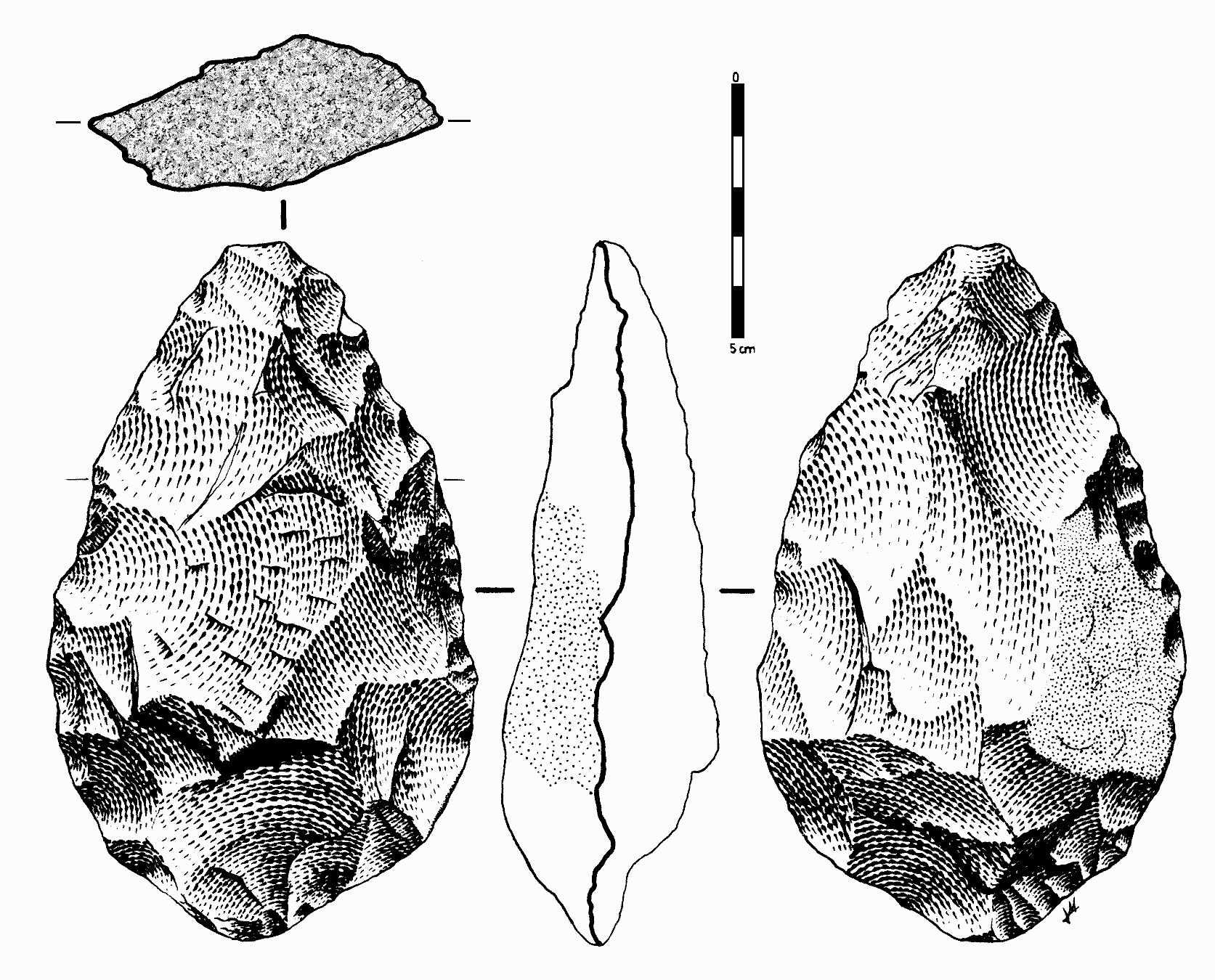
Bifaz achelense.

El Paleolítico inferior, como todos los demás periodos prehistóricos, debe su definición a la presencia de unas tipologías tecnológicas concretas, en su caso líticas. La primera constancia que tenemos de herramientas procede de Hadar (Etiopía) y tendría 3,1/2,5 millones de años: se trata de pequeños núcleos de basalto, cuarcita o andesita que tienen unos levantamientos toscos realizados en una o en ambas caras. Su epónimo olduvayense está relacionado con una de las estaciones clave en el estudio del proceso de hominización: la garganta de Olduvai (Tanzania), donde se ha encontrado una completa sucesión de estratos geológicos con restos arqueológicos que abarcan entre 1,8 Ma y 15 000 años AP. Los niveles más antiguos (Capa I) contienen herramientas olduvayenses, así como fósiles de Paranthropus boisei y de Homo habilis. La Capa II presenta bifaces característicos de la industria achelense. En los estratos más recientes aparecen artefactos fabricados por Homo sapiens. Olduvai es particularmente importante a la hora de interpretar los procesos relacionados con la subsistencia en los primeros tiempos del Paleolítico inferior: gracias al estudio de los restos animales allí encontrados se ha podido determinar que los homininos tempranos obtenían carne mediante el carroñeo.

### Olduvayense
El olduvayense es denominado también industrias arcaicas, de los cantos tallados o modo técnico 1. Consiste en útiles tallados mayoritariamente sobre cantos rodados, con lascados que producen piezas nucleares con filos cortantes y esquirlas llamadas lascas, usando elementales técnicas de percusión. Son característicos los cantos tallados mono y bifaciales, las lascas y los núcleos con extracciones desorganizadas. En Europa ha sido denominado Paleolítico Inferior Arcaico.

### Achelense
El achelense o modo técnico 2 tiene un alto porcentaje de útiles nucleares, como cantos tallados, bifaces y triedros; pero también aparecen utensilios sobre lasca, como hendidores, raederas y denticulados. En Europa ha sido denominado Paleolítico Inferior Clásico y dentro de este se diferenciaron inicialmente una serie de complejos tecnológicos que actualmente no se tienen casi en cuenta, siendo considerados como variantes locales del achelense. Entre estos estilos técnicos estarían:
- Abbevillense
- Micoquiense
- Tayaciense

Durante las fases finales del Achelense se fue extendiendo el uso del percutor blando hasta que se llegó a la talla Levallois, que dio paso a las industrias musterienses y al Paleolítico medio.